# ایرج یزدانبخش
ایرج یزدان بخش (زادهٔ ۱ اسفند ۱۳۱۹ – درگذشتهٔ ۱۳ فروردین ۱۳۹۹) کارآفرین پیشکسوت ایرانی و پدر صنعت خراسان و مدیر عالی و بنیانگذار گروه صنعتی پارت لاستیک بود. او از بنیانگذاران و پیشکسوتان صنعت تولید قطعات خودرو در ایران محسوب می‌شود.

## زندگی‌نامه
ایرج یزدانبخش به عنوان دومین فرزند خانواده در اول اسفندماه ۱۳۱۹ در نیشابور به دنیا آمد. پس از گذراندن تحصیلات ابتدایی در نیشابور، در سن ۱۶ سالگی برای گذراندن دوره متوسطه به تهران رفت و در دبیرستان رازی در رشته ریاضی مشغول به تحصیل شد. پس از پایان مقطع متوسطه و دریافت دیپلم در رشته ریاضی، در سال ۱۳۳۹ و در سن ۲۰ سالگی به عنوان کارشناس، به استخدام مرکز آمار ایران درآمد و به تدریج مدارج ترقی را در این مرکز پشت سر گذاشت و در سال ۱۳۴۶ مدیر مرکز آمار استان خراسان شد. در سال ۱۳۴۷ در کنکور شرکت کرده و در رشته زبان و ادبیات فرانسه دانشگاه فردوسی مشهد قبول شد و در سال ۱۳۵۲ در همین رشته فارغ‌التحصیل گردید و آموزش‌های تکمیلی در زمینه‌های مختلفی نظیر منابع انسانی، فرهنگ سازمانی مدیریت استراتژیک، مدیریت سیستم‌های کیفیت و تعالی سازمانی را گذراند. در سال ۱۳۵۶ مدیر کل مرکز آمار استان اصفهان و در سال ۱۳۵۸ به عنوان معاون اجرایی و اداری مرکز آمار ایران منصوب شد. او در سال ۱۳۵۹ بعد از حدود ۲۰ سال خدمت در مرکز آمار ایران با سمت معاون اجرایی و اداری بازنشسته شد و به زادگاه خود، نیشابور بازگشت.
ایرج یزدانبخش، پس از بازنشستگی فعالیت خود را در بخش خصوصی در مشهد آغاز نمود و با تأسیس شرکت پارت لاستیک در سال ۱۳۶۳ وارد مرحله جدیدی شد.
وقتی وارد صنعت و بخش خصوصی شد، آنقدر خوش درخشید که ملقب به «پدر صنعت خراسان» گردید.
او به کارآمدی بخش خصوصی اعتقاد راسخ داشت که بخشی از این اعتقاد در تلاش‌های او در جهت سازماندهی و توسعه سازمان‌های بخش خصوصی نمایان است. وی تلاش، تفکر و مثبت‌اندیشی را از عوامل موفقیت خود می‌دانست و اعتقاد داشت که تغییر عنصر حتمی در دنیای ماست و کسی می‌تواند به موفقیت برسد که اصل تغییر را درک کرده و خود را برای مواجهه با آن مهیا کند.
خانواده و ایرانی بودن را ارزش و افتخار می‌دانست. عاشق کار و صنعت بود. تمام ۳۰۰۰ نیرویش را فرزندان خود می‌دانست و نیروهایش نیز او را «پدر معنوی پارت لاستیک» می‌دانند و او را «بابا ایرج» خطاب می‌کنند. یزدانبخش عاشق ایران بود. او همچنین کوشید با تأسیس انجمن نیکوکاری مهندس شادی یزدانبخش امید و شادی را به فرزندان ایران زمین هدیه کند.
وی در سال ۱۳۹۵ کتاب «با تو می‌گویم» با موضوع مدیریت صنعتی را به رشته تحریر درآورد.

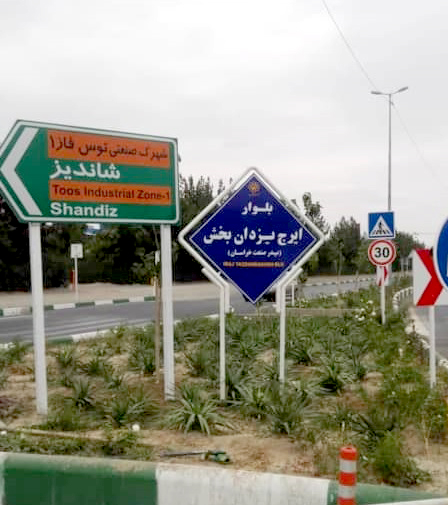
نامگذاری بلوار حسن‌آباد در شهرک صنعتی توس به نام ایرج یزدانبخش

## آغاز فعالیت
ایرج یزدانبخش پس از حدود ۲۰ سال خدمات دولتی، وارد فعالیت بخش خصوصی شد و با تأسیس واحد تولیدی پاشنه کفش با ۱۰ نفر شاغل در سال ۱۳۶۳، توانست این واحد تولیدی کوچک را به مجموعه‌ای از کارخانجات تولید قطعات لاستیک خودرو با ۲۲۰۰ نفر شاغل ارتقاء دهد.

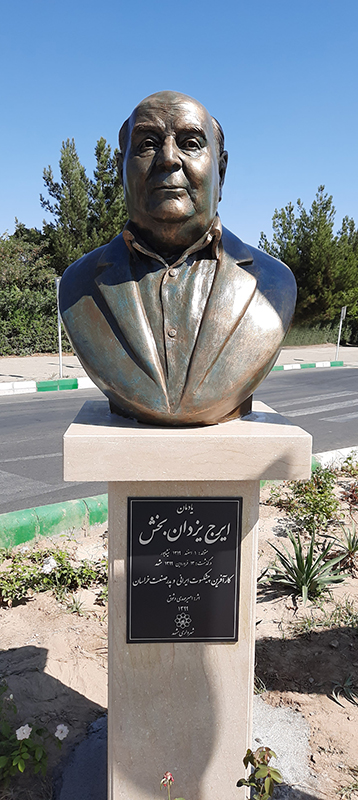
سردیس ایرج یزدانبخش، کارآفرین پیشکسوت ایرانی و پدر صنعت خراسان - نصب شده در شهرک صنعتی توس مشهد

## درگذشت
ایرج یزدانبخش در ۱۳ فروردین ۱۳۹۹ در سن ۸۰ سالگی در مشهد درگذشت و در همان‌جا نیز به خاک سپرده شد.

## نامگذاری خیابان و ساخت سردیس
براساس مصوبه ۳۰ اردیبهشت ۱۳۹۹ در صحن علنی شورای اسلامی شهر مشهد، بلوار حسن‌آباد واقع در شهرک صنعتی توس به نام ایرج یزدانبخش نامگذاری شد. این جاده شاهراه ارتباطی بزرگراه آزادی به سمت شهرک صنعتی توس به طول ۲۲۰۰ متر می‌باشد.
سردیس ایرج یزدانبخش نیز توسط اداره هنری سازمان اجتماعی و فرهنگی شهرداری مشهد ساخته و در شهرک صنعتی توس نصب گردید که در تاریخ ۲۳ شهریور ماه ۱۳۹۹ با حضور رئیس کمیسیون اجتماعی و فرهنگی، جمعی از اعضای شورای شهر مشهد و معاونان سازمان اجتماعی و فرهنگی شهرداری مشهد، از این تابلو و سردیس رونمایی شد.

## جوایز و افتخارات
وی در طول فعالیت خود در صنعت قطعه سازی جوایز و افتخارات فراوانی کسب کرده‌اند، در زیر به برخی از آنها اشاره شده‌است:
- تندیس افتخار سازنده برتر ساپکو، ۱۳۸۰.
- کارآفرین نمونه استان خراسان، ۱۳۸۱.
- منتخب اولین جشنواره اشتغال و کارآفرینی در سطح کشور؛ وزارت کار و امور اجتماعی و سازمان همیاری اشتغال فارغ التحصیلان (جهاد دانشگاهی)، ۱۳۸۳.
- کارآفرین نمونه استان خراسان، ۱۳۸۵.
- کارآفرین نمونه کشوری و دریافت لوح تقدیر به امضای ریاست محترم جمهوری. دومین جشنواره کارآفرینی امیرکبیر، آذر ۱۳۸۵.

## کتاب قصه های من و بابا ایرج
کتاب قصه‌های من و بابا ایرج حاوی شامل ۳۶ داستان کوتاه از درس‌های مدیریتی در حوزه رفتار سازمانی و منابع انسانی به قلم امیر شهلا است، این اثر درباره زندگی مرحوم ایرج یزدان‌بخش پیشکسوت صنعت ایران و معروف به پدر صنعت خراسان است.

## جایزه فناورانه ایرج یزدانبخش
این رویداد به نام ایرج یزدان بخش، پدر صنعت خراسان و بنیان گذار گروه صنعتی پارت لاستیک و با هدف حمایت از طرح های فناورانه دانشجویان و فارغ التحصیلان دانشگاه فردوسی مشهد شکل گرفت. کلیه مراحل برگزاری و داوری این رویداد توسط دانشگاه فردوسی مشهد برگزار می شود و آیین اختتامیه و مراسم اهداء جایزه آن هر ساله یکم اسفندماه همزمان با زادروز ایرج یزدان بخش برگزار می گردد. 
اطلاعات بیشتر و شرکت در رویداد بعدی
برگزاری مراسم اعطای نخستین جایزه فناورانه ایرج یزدان بخش در دانشگاه فردوسی مشهد
برگزاری آیین اختتامیه دومین دوره جایزه فناورانه زنده یاد ایرج یزدان‌بخش
آیین اختتامیه و مراسم اهدای سومین جایزه فناورانه ایرج یزدانبخش